# 週刊 恐竜サウルス!
週刊 恐竜サウルス!（しゅうかんきょうりゅうサウルス!）は、恐竜をテーマとした分冊百科（パートワーク）のことである。かつてデアゴスティーニ・ジャパンと業務提携を結んでいた同朋舎出版（ある号から少心書房）から刊行されていた。各号とも表紙と裏表紙、その裏などをのぞいた24ページ構成で価格は1号のみ100円で2号以降は490円。また本項目では同様に恐竜をテーマとした「週刊ダイナソー」についても取り上げる。

## 概要
子どもから大人まで楽しめる「参考書」として位置付けられており、恐竜や太古の生物に関する様々な事柄を図解と共に取り上げている。
海外で発売されていた子供向け恐竜雑誌、"Dinosaurs! - Discover the giants of the prehistoric world"を邦訳したものである（こちらは日本とは異なり、全104号刊行されている）。日本において恐竜をメインとした週刊誌は初めてのものであり、また2年間も継続したことは特筆に値する。
また、掲載された情報も当時としては最新のものが多く存在した（1992～1994年における研究を基にしているため、21世紀現在の学説とは異なる部分も多く見受けられる）。
シリーズ監修はデヴィッド・ノーマンが、日本語版監修は小畠郁生が担当。
第1号の刊行は1993年10月で、以後1995年8月まで全91号が毎週火曜日に刊行された（海外版90～102号は未翻訳、未刊行）。なお第78号の時点で、当初の予定より刊行が延長されたことが確認されている。別売りで専用のバインダーも発売されており、バインダー1冊につき13号分を綴じることが可能となっていた。
1994年4月には、増刊号的な扱いでクイズやゲームなどを主体とした「恐竜サウルス! お楽しみブック　恐竜たちと遊ぼう!!」が刊行された。こちらの定価は本誌よりも若干高く530円となっていた。

## 表紙
日本版のみ。
その誌面の1コーナーの中にあった以下の恐竜・動物のイラストが同じ号の表紙に描かれた。中には鏡映しになっているイラストや複数のイラストを組み合わせたものもある。
- 1号 - ティラノサウルス（「恐竜ものしりクイズ」より）、立体メガネ
- 2号 - トリケラトプス
- 3号 - ステゴサウルス
- 4号 - ブラキオサウルス（「恐竜スター図鑑」より）
- 5号 - プロトケラトプス
- 6号 - イグアノドンとバリオニクス（「恐竜パノラマ写真館」より）
- 7号 - アロサウルス（「恐竜スター図鑑」より）
- 8号 - デイノニクス（「恐竜スター図鑑」より）
- 9号 - マイアサウラ（「恐竜パノラマ写真館」より）
- 10号 - セグノサウルス（「恐竜スター図鑑」より）
- 11号 - カルノタウルス（「恐竜スター図鑑」より）
- 12号 - ディプロドクス（「恐竜スター図鑑」より）
- 13号 - パラサウロロフスのメス（「恐竜スター図鑑」より）
- 14号 - コエロフィシス（「恐竜スター図鑑」より）
- 15号 - アナトティタン（「恐竜スター図鑑」より）
- 16号 - オヴィラプトル（「恐竜パノラマ写真館」より）
- 17号 - オルニトミムス（「恐竜スター図鑑」より）
- 18号 - プロトケラトプスとヴェロキラプトル（「恐竜ふしぎ探偵団」より）
- 19号 - コリトサウルス（「恐竜パノラマ写真館」より）
- 20号 - ディロフォサウルス（「恐竜スター図鑑」より）
- 21号 - サウロペルタ（「恐竜スター図鑑」より）
- 22号 - トゥロオドン（「恐竜スター図鑑」より）
- 23号 - ヘテロドントサウルス（「恐竜スター図鑑」より）
- 24号 - バリオニクス（「恐竜スター図鑑」より）
- 25号 - オヴィラプトル（「恐竜ふしぎ探偵団」より）
- 26号 - レリナサウラ（「恐竜スター図鑑」より）
- 27号 - カスモサウルス（「恐竜スター図鑑」より）
- 28号 - スタウリコサウルス（「恐竜スター図鑑」より）
- 29号 - スピノサウルス（「恐竜パノラマ写真館」より）
- 30号 - トゥロオドンとオロドロメウスの子供（「恐竜ふしぎ探偵団」より）
- 31号 - パキリノサウルス（「恐竜スター図鑑」より）
- 32号 - ピナコサウルス（「恐竜パノラマ写真館」より）
- 33号 - エウストレプトスポンディルス（「恐竜スター図鑑」より）
- 34号 - ルーフェンゴサウルス（「恐竜パノラマ写真館」より）
- 35号 - エドモントサウルス（「恐竜スター図鑑」より）
- 36号 - ラゴスクス（「恐竜ふしぎ探偵団」より）
- 37号 - エウオプロケファルス（「恐竜パノラマ写真館」より）
- 38号 - カルノタウルス（「恐竜たちの世界」より）
- 39号 - ドロマエオサウルス（「恐竜スター図鑑」より）
- 40号 - チンタオサウルス（「恐竜スター図鑑」より）
- 41号 - ペンタケラトプス（「恐竜スター図鑑」より）
- 42号 - ガソサウルス（「恐竜スター図鑑」より）
- 43号 - ハドロサウルス（「恐竜パノラマ写真館」より）
- 44号 - セグノサウルス（「恐竜たちの世界」より）
- 45号 - ユタラプトル（「恐竜ふしぎ探偵団」より）、ケナガマンモス（「恐竜パノラマ写真館」より）
- 46号 - アンキケラトプス（「恐竜スター図鑑」より）
- 47号 - エリトロスクス（「おおむかしの動物たち」より）
- 48号 - ヤンチュアノサウルス（「恐竜スター図鑑」より）
- 49号 - サウロルニトイデス（「恐竜スター図鑑」より）
- 50号 - モンタノケラトプス（「恐竜スター図鑑」より）
- 51号 - スーチョアノサウルス（「恐竜スター図鑑」より）
- 52号 - アロサウルス、ケラトサウルス（「恐竜ふしぎ探偵団」より）
- 53号 - アリノケラトプス（「恐竜パノラマ写真館」より）
- 54号 - レソトサウルス（「恐竜ふしぎ探偵団」より）
- 55号 - ウルトラサウロス（「恐竜スター図鑑」より）
- 56号 - アラロサウルス（「恐竜スター図鑑」より）
- 57号 - スクトサウルス（「恐竜スター図鑑」より）
- 58号 - ヘテロドントサウルス（「恐竜ふしぎ探偵団」より、23号の「恐竜スター図鑑」と同じイラスト）
- 59号 - ムッタブラサウルス（「恐竜スター図鑑」より）
- 60号 - テリジノサウルス（「恐竜スター図鑑」より）
- 61号 - パルクソサウルス（「恐竜スター図鑑」より）
- 62号 - メラノロサウルス（「恐竜スター図鑑」より）
- 63号 - アンキロサウルス（「恐竜スター図鑑」より）
- 64号 - アンモサウルス（「恐竜スター図鑑」より）
- 65号 - インドスクス（「恐竜スター図鑑」より）
- 66号 - ミクロケラトプス（いずれも「恐竜スター図鑑」より）[2]
- 67号 - ブラキケラトプス（「恐竜パノラマ写真館」より）
- 68号 - サルタサウルスの子どもとノアサウルス（「恐竜パノラマ写真館」より）
- 69号 - セケルノサウルス（「恐竜スター図鑑」より）
- 70号 - ガルディミムス（「恐竜スター図鑑」より）
- 71号 - タラルルスとタルボサウルス（「恐竜パノラマ写真館」より）
- 72号 - ゴヨケファレ（「恐竜スター図鑑」より）
- 73号 - プロバクトロサウルス（「恐竜スター図鑑」より）
- 74号 - ヒプセロサウルスとネメグトサウルス（「恐竜スター図鑑」より）
- 75号 - ピアトニッキーサウルス（「恐竜スター図鑑」より）
- 76号 - ドラコペルタ（「恐竜スター図鑑」より）
- 77号 - リコリヌスとゼフィロサウルス（「恐竜スター図鑑」より）
- 78号 - キロステノテス（「恐竜スター図鑑」より）
- 79号 - ユタラプトル（「恐竜スター図鑑」より）
- 80号 - プロケラトサウルス（「恐竜スター図鑑」より）
- 81号 - アンキサウルス（「恐竜スター図鑑」より）
- 82号 - アルジェンティノサウルス（「恐竜スター図鑑」より）
- 83号 - アリオラムス（「恐竜スター図鑑」より）
- 84号 - ディサロトサウルスとアロサウルス（「恐竜スター図鑑」より）
- 85号 - エルリコサウルス（「恐竜スター図鑑」より）
- 86号 - アマルガサウルス（「恐竜スター図鑑」より）
- 87号 - アルバートサウルス（「おおむかしの動物たち」より、4号の「恐竜スター図鑑」と同じイラスト）
- 88号 - マンチュロサウルス（「恐竜スター図鑑」より）
- 89号 - ユンナノサウルス（「恐竜スター図鑑」より）
- 90号（海外版103号） - メトリアカントサウルス（「恐竜スター図鑑」より）
- 91号（海外版104号） - ティラノサウルス

## コーナー
基本的に10のコーナーに分かれており、以下のような構成となっている。特記されているもの以外は1コーナーにつき2ページが割り当てられていた。

### 恐竜スター図鑑／動物スター図鑑
毎号、3種類の恐竜を図解と共に取り上げるコーナーで、本誌のメインとも言える部分である。1種類目には3ページ、残りの2種類には各1ページが充てられていた。マンモスなど太古の動物を取り上げた動物スター図鑑は第45～65号、第67～90（海外版103）号に1～2体掲載されている。紹介された恐竜・動物は以下の通り。
なお、次のリストの中には研究の進展により、本書で紹介されていた生態や姿形が現在の図鑑などにおける記述と大幅に異なる恐竜も存在する（例：本誌で卵泥棒として紹介されたオヴィラプトルは、現在は自身の卵を抱卵していたと考えられている）。詳細はリンク先を参照のこと。
- 1号 - ティラノサウルス・レックス、アヴァケラトプス、ディクラエオサウルス
- 2号 - トリケラトプス、ストルティオミムス、カンプトサウルス
- 3号 - ステゴサウルス、スティギモロク、ヴェロキラプトル
- 4号 - ブラキオサウルス、レソトサウルス、アルバートサウルス
- 5号 - プロトケラトプス、サウロロフス、シンタルスス（※現在はメガプノサウルスという名称）
- 6号 - イグアノドン、バロサウルス、ガリミムス
- 7号 - アロサウルス、マメンチサウルス、コエルルス
- 8号 - デイノニクス、ヒラエオサウルス（※紙面上ではヒレオサウルスと表記）、テノントサウルス
- 9号 - マイアサウラ、ヘレラサウルス、ファヤンゴサウルス
- 10号 - ステゴケラス、アパトサウルス、セグノサウルス
- 11号 - カルノタウルス、マッソスポンディルス、ランベオサウルス
- 12号 - ディプロドクス、ケントロサウルス、ヒプシロフォドン
- 13号 - パラサウロロフス、コンプソグナトゥス、エドモントニア
- 14号 - コエロフィシス、ホマロケファレ、サルタサウルス
- 15号 - アナトティタン、トゥオジャンゴサウルス、ダスプレトサウルス
- 16号 - オヴィラプトル、ポラカントゥス、オピストコエリカウディア
- 17号 - プラテオサウルス、オルニトミムス、アベリサウルス
- 18号 - セントロサウルス、タルボサウルス、ラブドドン
- 19号 - コリトサウルス、オルニトレステス、スティラコサウルス
- 20号 - ディロフォサウルス、スケリドサウルス、シュノサウルス
- 21号 - サウロペルタ、メガロサウルス、オウラノサウルス
- 22号 - トロオドン、トロサウルス、カマラサウルス
- 23号 - ヘテロドントサウルス、パキケファロサウルス、アビミムス
- 24号 - バリオニクス、ノドサウルス、ドリオサウルス
- 25号 - プシッタコサウルス、ケラトサウルス、ヤヴェルランディア
- 26号 - ドロミケイオミムス、レエリナサウラ、クウェシトサウルス[3]
- 27号 - カスモサウルス、テコドントサウルス、ドリプトサウルス（※かつてはラエラプスという名称だった）
- 28号 - ヒパクロサウルス、スタウリコサウルス、ティタノサウルス
- 29号 - スピノサウルス、ロエトサウルス、ムスサウルス
- 30号 - ナノティラヌス、ヤクサルトサウルス[4]、オメイサウルス
- 31号 - パキリノサウルス、アトラスコプコサウルス、ハプロカントサウルス
- 32号 - ピナコサウルス、ペロロサウルス、チランタイサウルス
- 33号 - エウストレプトスポンディルス、レプトケラトプス、セロサウルス
- 34号 - ルーフェンゴサウルス、プロトアビス、アブリクトサウルス
- 35号 - エドモントサウルス、バラパサウルス、インゲニア（※現在はアジャキンゲニアという名称）
- 36号 - アルカエオルニトミムス、ミンミ、ヴルカノドン
- 37号 - エウオプロケファルス、ブリカナサウルス、バクトロサウルス
- 38号 - アラモサウルス、テスケロサウルス[5]、アクロカントサウルス
- 39号 - ドロマエオサウルス、エマウサウルス、バガケラトプス
- 40号 - チンタオサウルス、シルヴィサウルス、プレノケファレ
- 41号 - ペンタケラトプス、リオハサウルス、アダサウルス
- 42号 - ガソサウルス、ブラキロフォサウルス、セイスモサウルス（※現在はディプロドクスと同一と考えられている）
- 43号 - ハドロサウルス、カルカロドントサウルス、マギアロサウルス（※現在はマジャーロサウルスという名称）
- 44号 - ケティオサウルス、エオラプトル、クリトサウルス
- 45号 - マンモス、ストルティオサウルス[6]、シャントゥンゴサウルス
- 46号 - アンキケラトプス、ベックルスピナクス、プテリゴトゥス
- 47号 - ダンクレオステウス、ダケントルルス、サイカニア
- 48号 - キノグナトゥス、ヤンチュアノサウルス、キシファクティヌス
- 49号 - サウロルニトイデス、グリプトドン、プロサウロロフス
- 50号 - ヘノドゥス、モンタノケラトプス、タニストロフェウス
- 51号 - ボトリオスポンディルス[7]、ハルキゲニア、スーチョアノサウルス
- 52号 - スミロドン、エルミサウルス、アンモナイト
- 53号 - アリノケラトプス、バシロサウルス、コロラディサウルス[8]
- 54号 - ディアトリマ、エウスケロサウルス[9]、ヒロノムス
- 55号 - ウルトラサウロス(※現在はスーパーサウルスと同一と考えられている)、メソサウルス、ハルピミムス
- 56号 - イクチオステガ、アラロサウルス、エウステノプテロン
- 57号 - アルケオプテリクス、スクトサウルス、ピサノサウルス
- 58号 - アノマロカリス、スクテロサウルス、スカフォニクス[10]
- 59号 - ムッタブラサウルス、リストロサウルス、サルトプス
- 60号 - ディメトロドン、テリジノサウルス、ラゴスクス
- 61号 - パルクソサウルス、ノトサウルス、ドラヴィドサウルス[11](※首長竜の骨格を誤認したと判明)
- 62号 - ディプロトドン、プロコンプソグナトゥス、メラノロサウルス
- 63号 - アンキロサウルス、ディプロカウルス、プテラノドン
- 64号 - エウパルケリア、アンモサウルス、クラドセラケ
- 65号 - インドスクス、デイノガレリクス、アンタークトサウルス
- 66号 - ミクロケラトプス(※現在はミクロケラトゥスという名称)、デイノケイルス、ボロゴヴィア[12]
- 67号 - ブラキケラトプス、エリオプス、コンコラプトル
- 68号 - ノアサウルス、ダトウサウルス、セイモウリア
- 69号 - セケルノサウルス[13]、メガロケロス、エラフロサウルス
- 70号 - ウインタテリウム、エウヘロプス、ガルディミムス
- 71号 - タラルルス、ヤンギナ[14]、ゲラノサウルス[15]
- 72号 - メガテリウム、ゴヨケファレ、フルグロテリウム[16]
- 73号 - プロバクトロサウルス、メガネウラ、マジュンガトルス（※現在はマジュンガサウルスという名称）
- 74号 - ブロントテリウム、ヒプセロサウルス、ネメグトサウルス
- 75号 - ピアトニツキーサウルス、アルトロプレウラ、レクソヴィサウルス
- 76号 - ドラコペルタ、パラエオカストル[17]、ワンナノサウルス
- 77号 - ヒラコテリウム、リコリヌス[18]、ゼフィロサウルス
- 78号 - トロペオグナトゥス、デスモスティルス、キロステノテス
- 79号 - ユタラプトル、ジュクシア[19]、ヒペロダペドン
- 80号 - アメベロドン[20]、プロケラトサウルス、デスマトスクス
- 81号 - アンキサウルス、ピロテリウム、カネメイエリア
- 82号 - エラスモサウルス、アルジェンティノサウルス、アンドルーサルクス
- 83号 - ロトサウルス[21]、アリオラムス、シヴァテリウム
- 84号 - ディサロトサウルス[22]、テレオケラス、ディアデクテス
- 85号 - リオプレウロドン、エルリコサウルス、ホマロドテリウム[23]
- 86号 - モロプス、エリトロスクス[24]、アマルガサウルス
- 87号 - ズンガリプテルス、デンヴァーサウルス（※現在はエドモントニアと同一と考えられている）、コリフォドン[25]
- 88号 - マンチュロサウルス、プテロダウストロ、エオギリヌス
- 89号 - アルシノイテリウム、ユンナノサウルス、シャンシースクス[26]
- 90号（海外版103号） - メトリアカントサウルス、ニッポノサウルス[27]、ショニサウルス[28]

### 恐竜たちの世界/おおむかしの動物たち
恐竜が生息していた頃の気候や風土、他の生物たちの様子などを4ページにわたって解説するコーナー。
第45号からタイトルが「おおむかしの動物たち」に変更された。

### 恐竜立体ギャラリー
第1号および第39号に付録として付属してきたティラノサウルス（1号3ページに描かれていたイラストを使用している）型の立体メガネを通して見ることで、掲載されているイラストや写真を立体視できるコーナー。後に立体モデルの付録の終了に伴い、立体モデルの組み立て説明に割かれていた見返しの2ページも立体ギャラリーのページとして充てられるようになった。

### 恐竜パノラマ写真館
恐竜や太古の生物の活躍する姿を描いたパノラマイラストを、文章と共に紹介するコーナー。描かれる恐竜や太古の生物は毎回恐竜／動物スター図鑑で最初に取り上げられたものとなっている。

### 恐竜ウォッチング／動物ウォッチング
恐竜や太古の生物の特徴などを取り上げ、解説するコーナー。動物ウォッチングは第46号から開始した。

### 恐竜ふしぎ探偵団
恐竜にまつわる様々な謎を4ページにわたって追って行くコーナー。

### マンガ 恐竜発見の物語／ある恐竜の一日
恐竜や太古の動物発見にまつわる事柄や人物を想像したマンガのコーナー。ある恐竜の暮らしを想像した「ある恐竜の一日」は第43号から開始した。

### 恐竜ものしりクイズ
その名の通り、恐竜や太古の生物に関するクイズのコーナーで、毎号三択方式のクイズが10問出題されていた。また豆知識もいくつか掲載されていた。

### 恐竜事典／おおむかしの動物事典
1ページの中で、様々な恐竜をAからZの順に紹介していくコーナー。第53号からは「おおむかしの動物事典」へと移行した。

### 恐竜イラスト教室
第78号をもって終了した「おおむかしの動物事典」に代わり第79号よりスタートした新コーナーで、以下の恐竜や太古の動物のイラストの描き方について解説するものとなっている。
- 79号 - ピナコサウルス
- 80号 - ディプロドクス
- 81号 - ダケントルルス
- 82号 - アラロサウルス
- 83号 - アグリオテリウム[29]（先史時代のクマ）
- 84号 - デイノガレリクス
- 85号 - ディアトリマ
- 86号 - アリノケラトプス
- 87号 - ディメトロドン
- 88号 - スクテロサウルス
- 89号 - リストロサウルス
- 90号（海外版103号） - ティタノサウルス

### ノーマン博士の恐竜なんでもQ&A
シリーズ監修のデヴィッド・ノーマンが、恐竜に関する疑問や質問に答えるコーナー。毎号後表紙に掲載されていた。

### 総目次・索引
最後に刊行された第91号（海外版104号）はこれまでに刊行された「恐竜サウルス!」の総目次・索引（海外版104号では索引のみと用語集）となっており、見返しと中ページの恐竜立体ギャラリーを除く全ページがそれに充てられた。

## 立体骨格モデル
デアゴスティーニなどが展開する分冊百科のシリーズでは付録が付いて来るものも多いが、本誌もその例に違わず第1号から恐竜や翼竜の組み立て式骨格モデルのパーツが付属し、買い揃えていくことで骨格モデルが完成する。この骨格モデルのパーツには蓄光素材が使われており、暗闇で発光するようになっている。本誌で付録として付いてきた骨格モデルは以下の通り。
- ティラノサウルス（第1～8号）
- トリケラトプス（第8～17号）
- ステゴサウルス（第17～30号）
- プテラノドン（第30～38号）

この付録は第38号をもって終了し、組み立て説明やパーツが掲載されていた見返しの2ページは第39号以降「恐竜立体ギャラリー」のページに充てられた。

## 恐竜サウルス! お楽しみブック　恐竜たちと遊ぼう!!
1994年4月26日に発行。通常号とは異なり、恐竜をテーマにした工作やゲームやクイズなどがメインとなっている。
付録には、ティラノサウルスの顔をプリントした「サウルス・ガン」、ゲームを使用する際に用いる「スピナーとコマ」、および「恐竜パークをつくろう!」に使用する恐竜の型が付属している。

### お楽しみブックの内容
家族で遊べる恐竜すごろく
スピナーを回して出た目の数だけ進む、簡単なすごろく。
恐竜クイズ
恐竜に関する知識を問うクイズ。
ほんものはだれだ？
ステゴサウルスの正しいイラストを当てる間違い探し。
恐竜島の迷路
絵合わせなどのビジュアルクイズを解き、恐竜島から脱出するという内容のゲーム。
透明恐竜の戦い
点を結んで、恐竜（ステゴサウルスとケラトサウルス）のイラストを完成させるコーナー。
だれのたまご？
シルエットの絵合わせにより恐竜の卵を当てるゲーム。なお、恐竜の卵の形状は実際に化石で発見されているものとは大きく異なる。
恐竜パークをつくろう！
付属の型を切抜き、箱（同誌では靴の空箱またはダンボール箱を推奨している）に背景を描いて恐竜のくらしを再現する紙の模型を作る。なお、付属している恐竜の型はジョン・シビックのイラストをなぞっている。
荒野の骨とり大戦争
マス目に置かれた骨を取り合い、より多く取った方が勝者となる。モチーフはコープとマーシュの化石戦争とみられる。2人用ゲーム。
この顔に、ピンときたら110番
文章から恐竜の特徴を読み取り、それぞれどれが該当するかを当てる。回答には恐竜に関する知識が必要となる。
ちょっとちがうゾ
2つの恐竜の絵から9つの間違いを探す。なお、ジョン・シビックのカモノハシ竜のイラスト(Hadrosaur herds)を使用している。
逃げろ!!アパトサウルス
3～5人用のゲーム。プレイヤーはアパトサウルスとティラノサウルスに分かれて行う。両者のマス目が同じ場所に入った場合アパトサウルスは食べられるという扱いになり、アパトサウルスのプレイヤーはゲームから抜ける。前者が全てゴールに到着するか全滅するとゲームは終了。残ったアパトサウルスの数によって勝敗が決まる。
恐竜たちがかくれんぼ
10種類の恐竜や古生物を探す隠し絵のゲーム。
ウソ？それともホント？
恐竜に関する質問の真偽を確かめるゲーム。回答には恐竜に関する知識が必要となる。
ティラノサウルス絶滅のピンチ!!
絶滅の危機を乗り越え、ティラノサウルスを現在まで連れて帰るという内容のゲーム。「ピンチ」という特定のマス目に止まると再びスピナーを回し、止まった数字によりそれぞれの指示に従うルール。「ピンチ」のマスは恐竜絶滅の学説がモチーフとなっており、隕石衝突説から「哺乳類に卵を食べられる」「宇宙恐竜があらわれる」「火を使う原始人が攻撃」などの奇説や荒唐無稽なアイディアも含まれる。
ごちそうがまっている!
線をたどり、それぞれの恐竜の食べ物を見る。

## 週刊ダイナソー
週刊ダイナソー（しゅうかんダイナソー）は、2001年6月よりデアゴスティーニ・ジャパンから刊行された雑誌で、基本的な体裁や構成は「恐竜サウルス!」と同様。また「恐竜サウルス!」から古い学説やイラストが使いまわされることも多かった。幼年層から若年層向けに、ディズニー映画『ダイナソー』のキャラクターが使用されているのも特徴。「週刊ダイナソー」にも毎号恐竜の骨格部品が付き、全号揃えるとティラノサウルスとステゴサウルスの立体骨格モデルが完成するようになっている。こちらは2001年10月に発売された第21号をもって刊行を終了した。